# خاچماز
خاچماز (به لاتین: Xaçmaz) شهری در منطقه‌ٔ شهرستان خاچماز کشور جمهوری آذربایجان است. جمعیت این شهر بر اساس سرشماری سال ۱۹۸۹ میلادی، ۲۸٫۹۹۰ نفر و بر اساس سرشماری سال ۲۰۰۸ میلادی، ۳۸٫۲۰۰ بوده‌است.

## جغرافیا
خاچماز شهری در میانه راه باکو به مرز روسیه و در دامنه‌های رشته‌کوه قفقاز است. این شهر در ۱۶۳ کیلومتری شمال غربی شهر باکو، پایتخت جمهوری آذربایجان جای دارد و ۴۴ کیلومتر تا مرز روسیه فاصله دارد.

## ریشه واژه
تاریخ‌نگاران امروزه بر این باورند که نام خاچماز از قبیله خاچماتکی که از مردمان هون بودند گرفته شده است که در نیمه‌های سده هفتم میلادی به خاچماز تبدیل شد. در نیمه دوم قرن هفتم بخشی از قبیله به مناطقی از شهرستان اوغوز امروزی کوچ کردند و یک آبادی به این نام را ساختند و قلعه خاچماز نامیدند. بیش‌تر ساکنان خاچماز و مناطق پیرامون آن در سده ۱۸ میلادی ارمنی بودند.

## تاریخ
نام خاچماز به طور رسمی از سده ۱۷ میلادی در کتاب‌ها و منابع تاریخی وارد شده است. این شهر در کرانه رود قودیال جای دارد و به رونق و آبادانی آن کمک کرده است. این شهر در نزدیکی شهر نیازآباد (امروزه نیاز اوبا) و مسیر کاروان‌های بازرگانی قفقاز جای داشت. ساخت ایستگاه خاچماز در میانه خط راه‌آهن باکو-مخاچ‌قلعه که در آغاز سده ۲۰ میلادی تکمیل شد، این شهر را به یک مرکز مهم ترابری در منطقه تبدیل کرد. قرار گرفتن این شهر در مسیرهای تجاری کاروان ها باعث توسعه سریع آن شد. این شهر در سال ۱۹۳۰ میلادی مرکز شهرستان خاچماز شد.

## اقتصاد
اقتصاد خاچماز تا حدی کشاورزی و تا حدی گردشگری است. برخی صنایع و کارخانه‌ها هم در آن در حال فعالیت هستند.

## گردشگری
شهر خاچماز و پیرامون آن به ویژه شهرک نابران یک مقصد گردشگری محبوب به حساب می‌آیند. آب و هوای گرم تابستانی، جنگل‌های کنار ساحل و سواحل طولانی با ساخت شمار فراوانی هتل و آپارتمان در خاچماز آن را به یکی از مقاصد گردشگری محبوب در منطقه قفقاز کرده است.

## ورزش
این شهر دارای یک مجموعه ورزشی المپیک، یک مدرسه ورزشی کودکان و نوجوانان و یک مدرسه شطرنج کودکان و نوجوانان است.

## آموزش
۴۱ بنیاد آموزش عمومی در شهرستان خاچماز وجود دارد.

## بهداشت
یک بیمارستان مرکزی منطقه‌ای و یک مرکز توانبخشی برای معلولان در این شهر وجود دارد.

## آب و هوا
| داده‌های اقلیم خاچماز (۱۹۷۱–۱۹۹۰) | داده‌های اقلیم خاچماز (۱۹۷۱–۱۹۹۰) | داده‌های اقلیم خاچماز (۱۹۷۱–۱۹۹۰) | داده‌های اقلیم خاچماز (۱۹۷۱–۱۹۹۰) | داده‌های اقلیم خاچماز (۱۹۷۱–۱۹۹۰) | داده‌های اقلیم خاچماز (۱۹۷۱–۱۹۹۰) | داده‌های اقلیم خاچماز (۱۹۷۱–۱۹۹۰) | داده‌های اقلیم خاچماز (۱۹۷۱–۱۹۹۰) | داده‌های اقلیم خاچماز (۱۹۷۱–۱۹۹۰) | داده‌های اقلیم خاچماز (۱۹۷۱–۱۹۹۰) | داده‌های اقلیم خاچماز (۱۹۷۱–۱۹۹۰) | داده‌های اقلیم خاچماز (۱۹۷۱–۱۹۹۰) | داده‌های اقلیم خاچماز (۱۹۷۱–۱۹۹۰) | داده‌های اقلیم خاچماز (۱۹۷۱–۱۹۹۰) |
| ماه                              | ژانویه                           | فوریه                            | مارس                             | آوریل                            | مه                               | ژوئن                             | ژوئیه                            | اوت                              | سپتامبر                          | اکتبر                            | نوامبر                           | دسامبر                           | سال                              |
| -------------------------------- | -------------------------------- | -------------------------------- | -------------------------------- | -------------------------------- | -------------------------------- | -------------------------------- | -------------------------------- | -------------------------------- | -------------------------------- | -------------------------------- | -------------------------------- | -------------------------------- | -------------------------------- |
| میانگین روزانه °C (°F)           | ۱٫۳ (۳۴)                         | ۱٫۶ (۳۵)                         | ۴٫۱ (۳۹)                         | ۱۰٫۲ (۵۰)                        | ۱۵٫۶ (۶۰)                        | ۲۰٫۲ (۶۸)                        | ۲۳٫۳ (۷۴)                        | ۲۲٫۴ (۷۲)                        | ۱۸٫۴ (۶۵)                        | ۱۲٫۴ (۵۴)                        | ۷٫۵ (۴۶)                         | ۳٫۴ (۳۸)                         | ۱۱٫۷ (۵۲٫۹)                      |
| میانگین کم‌ترین °C (°F)           | −۱٫۵ (۲۹)                        | −۱٫۲ (۳۰)                        | ۱٫۴ (۳۵)                         | ۶٫۳ (۴۳)                         | ۱۱٫۴ (۵۳)                        | ۱۶٫۳ (۶۱)                        | ۱۹٫۶ (۶۷)                        | ۱۸٫۵ (۶۵)                        | ۱۵٫۰ (۵۹)                        | ۹٫۴ (۴۹)                         | ۴٫۹ (۴۱)                         | ۱٫۲ (۳۴)                         | ۸٫۴۴ (۴۷٫۲)                      |
| بارندگی میلی‌متر (اینچ)           | ۲۴ (۰٫۹۴)                        | ۲۳ (۰٫۹۱)                        | ۲۵ (۰٫۹۸)                        | ۳۶ (۱٫۴۲)                        | ۲۸ (۱٫۱)                         | ۱۳ (۰٫۵۱)                        | ۱۲ (۰٫۴۷)                        | ۱۶ (۰٫۶۳)                        | ۲۶ (۱٫۰۲)                        | ۴۱ (۱٫۶۱)                        | ۳۱ (۱٫۲۲)                        | ۲۷ (۱٫۰۶)                        | ۳۰۲ (۱۱٫۸۷)                      |
| میانگین روزهای بارانی            | ۷                                | ۶                                | ۶                                | ۴                                | ۵                                | ۳                                | ۳                                | ۳                                | ۴                                | ۷                                | ۷                                | ۸                                | ۶۳                               |
| منبع: NOAA                       |                                  |                                  |                                  |                                  |                                  |                                  |                                  |                                  |                                  |                                  |                                  |                                  |                                  |

## شهرهای خواهرخوانده
- یالتا، اوکراین (از سال ۲۰۰۹)[۹]
- ایغدیر، ترکیه
- دربند، روسیه
- گاردابانی، گرجستان

## نگارخانه

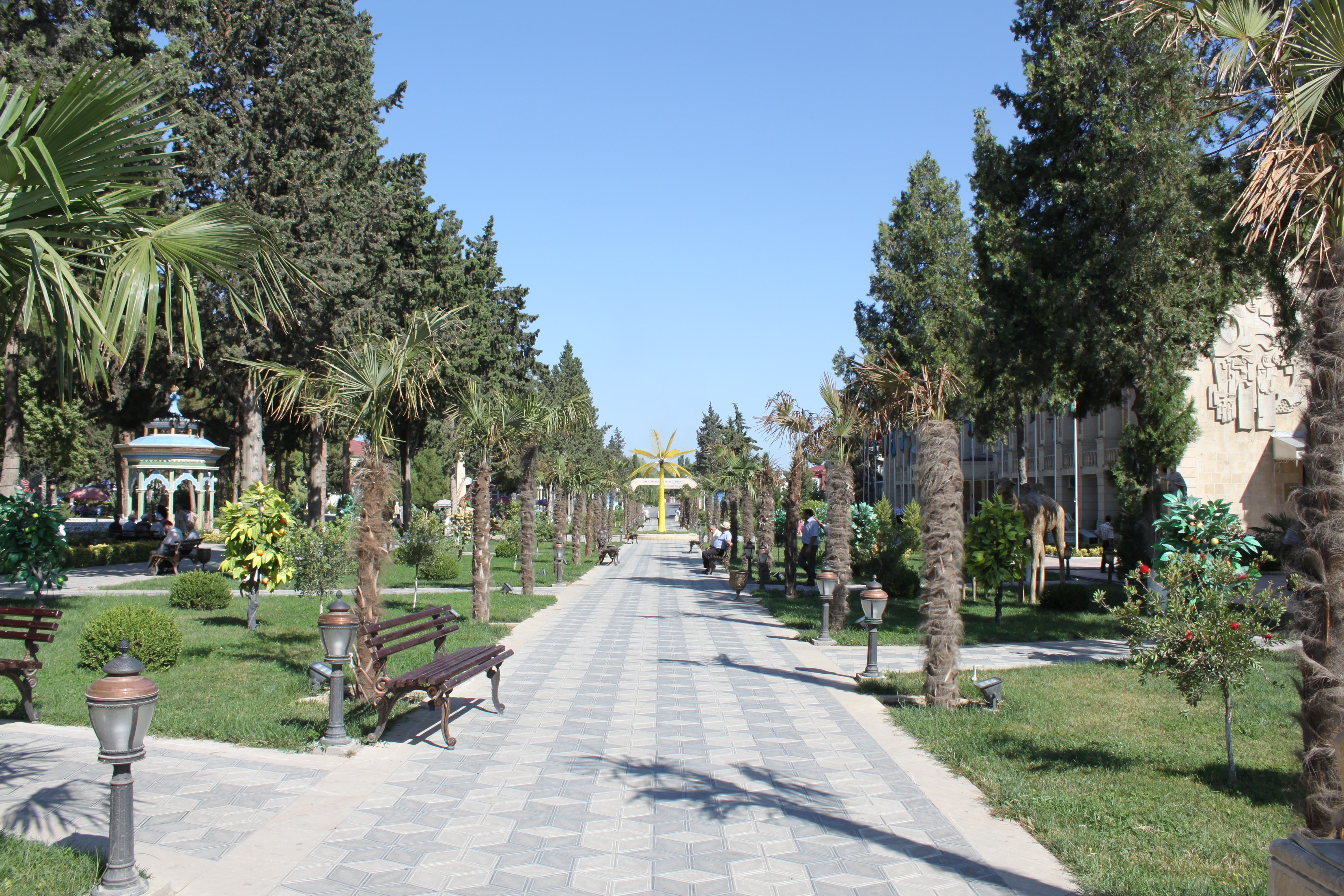
پارک شهر خاچماز
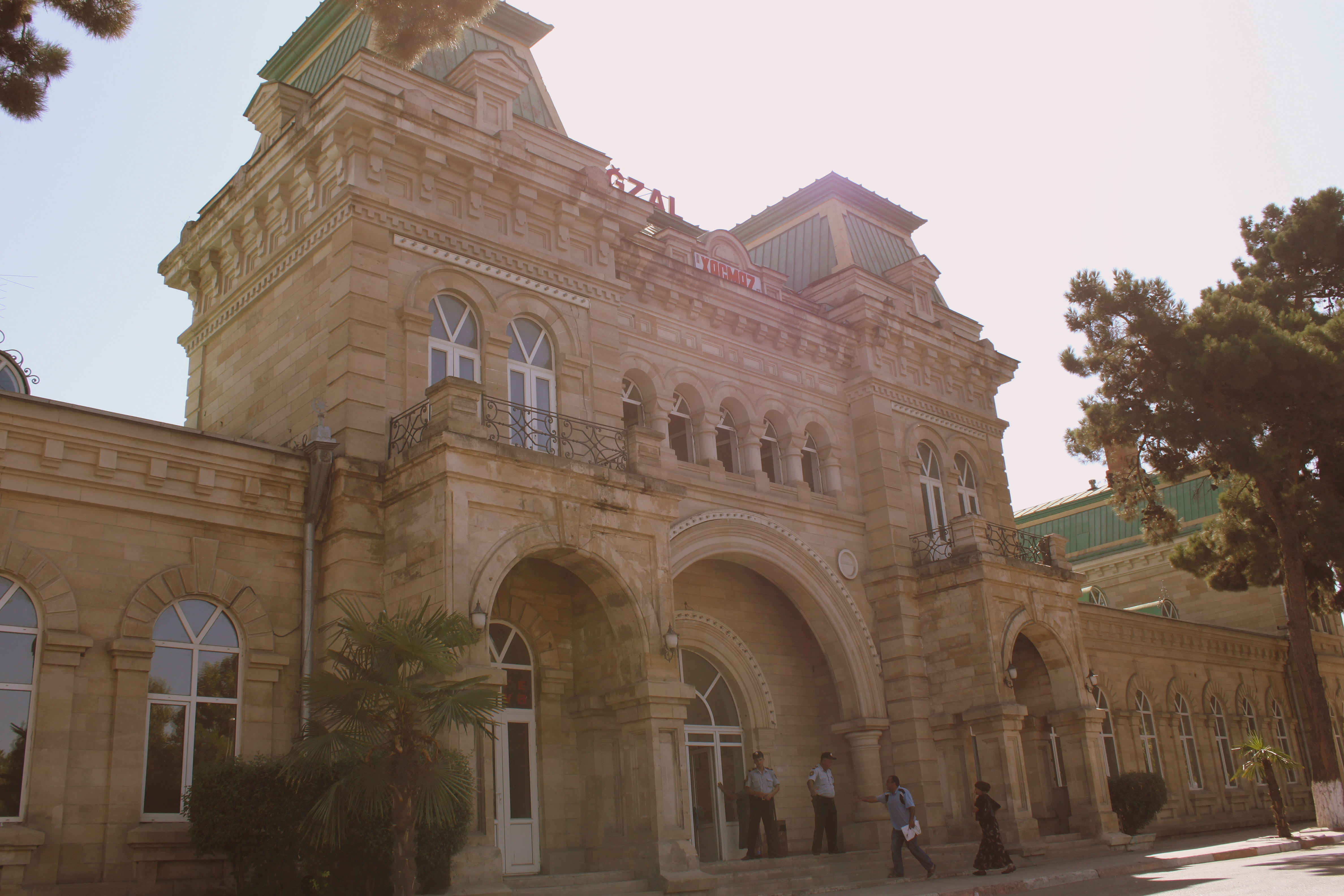
ایستگاه راه‌آهن خاچماز
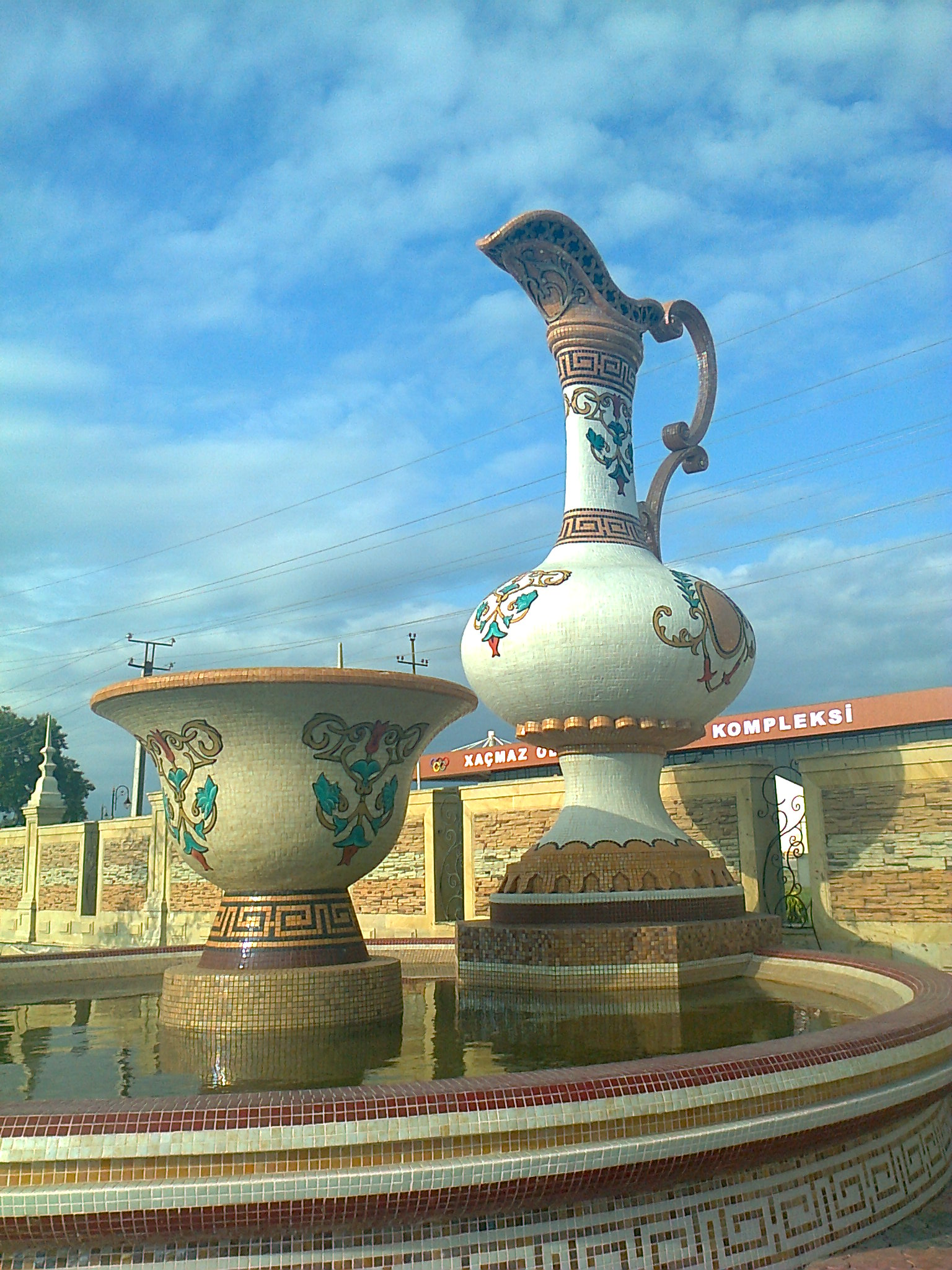
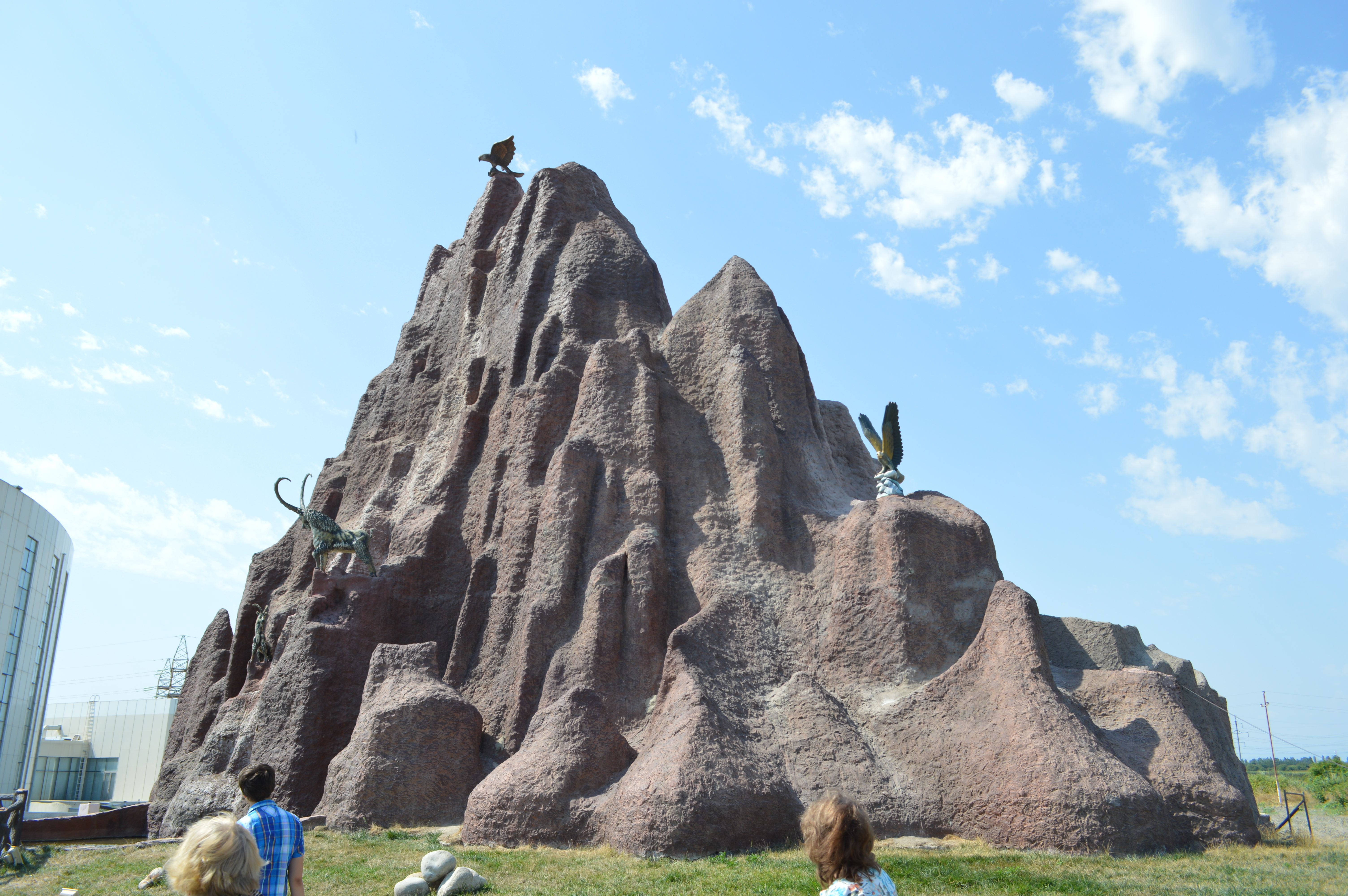
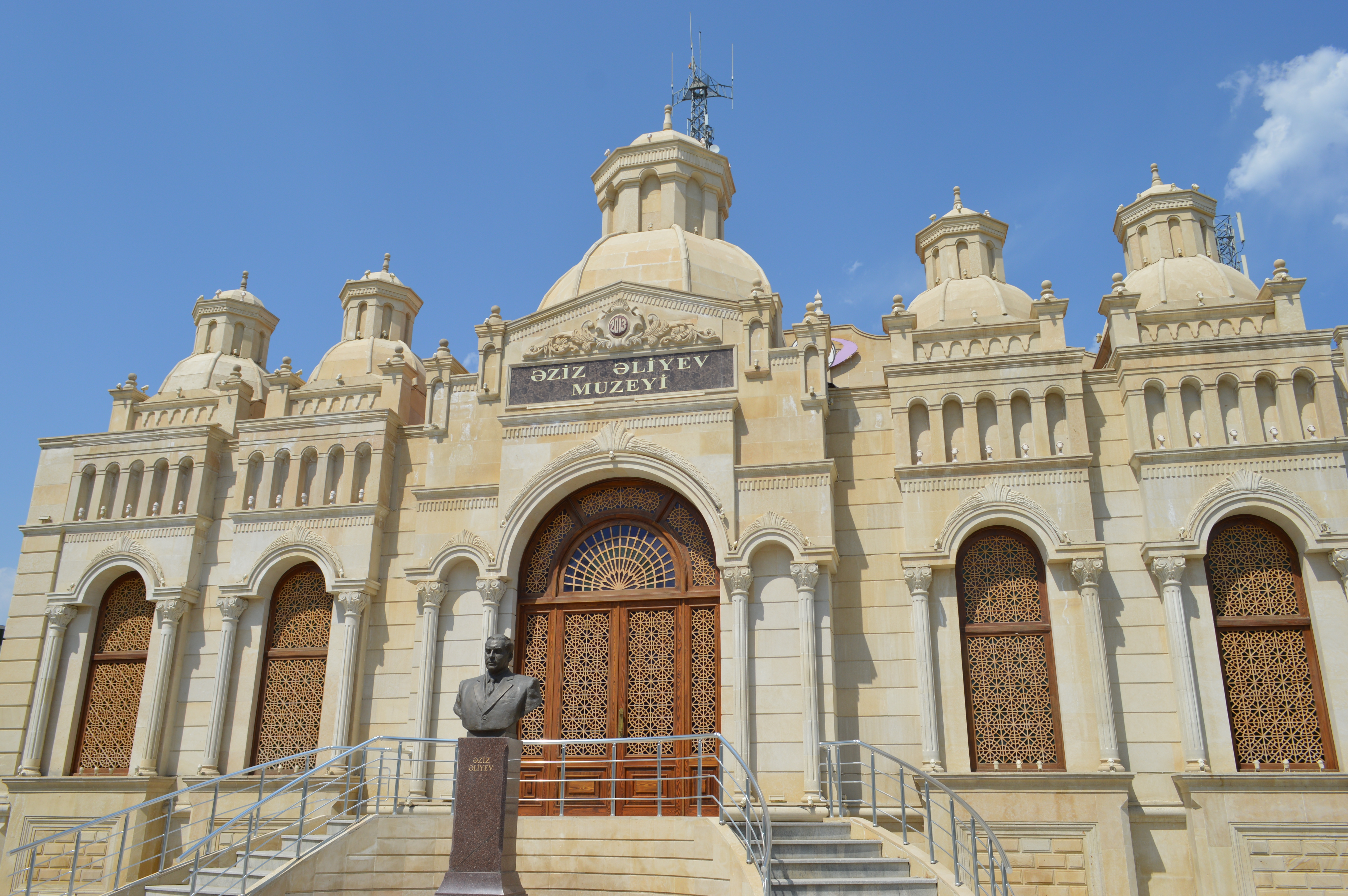
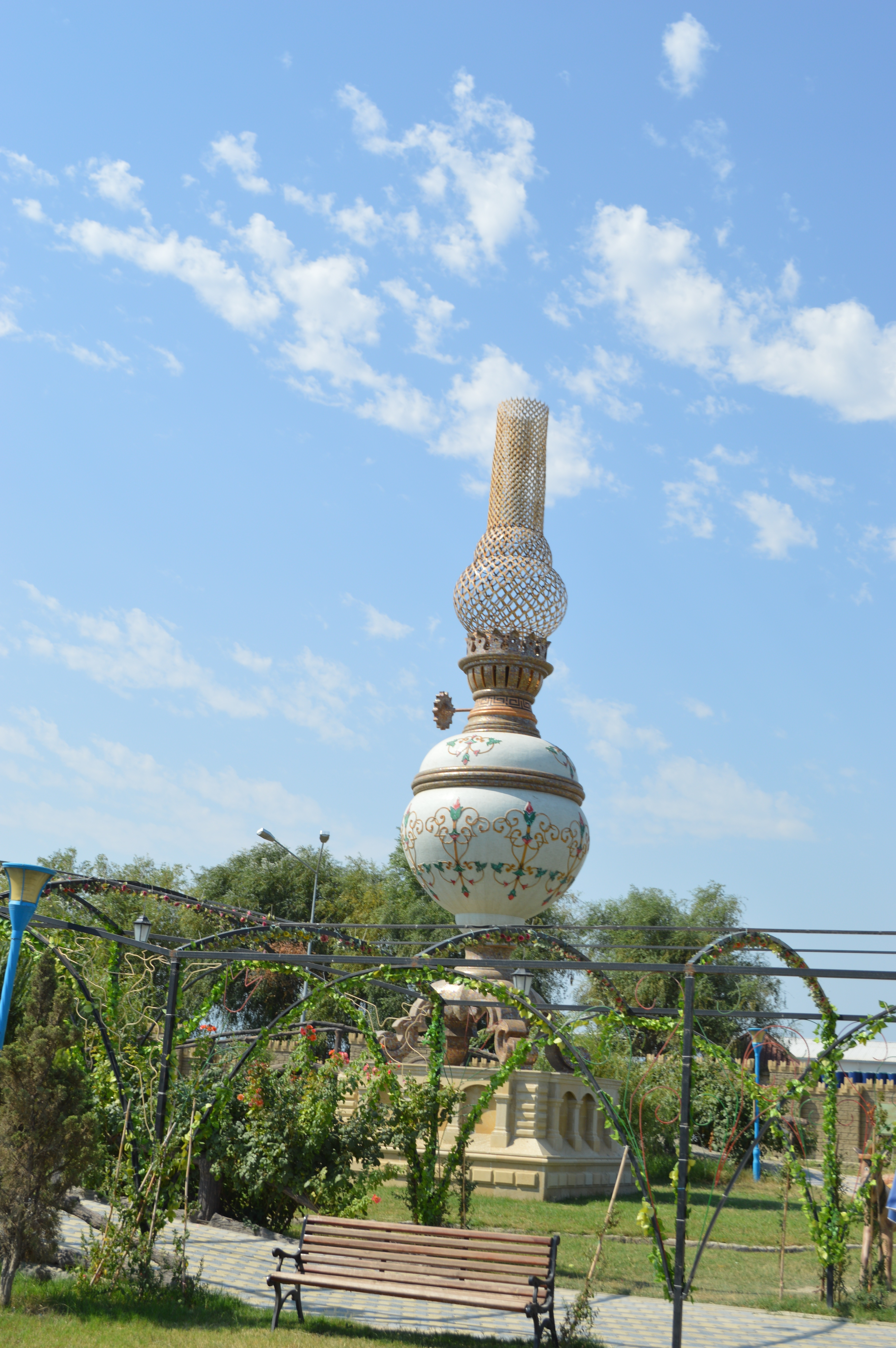